# John Davy

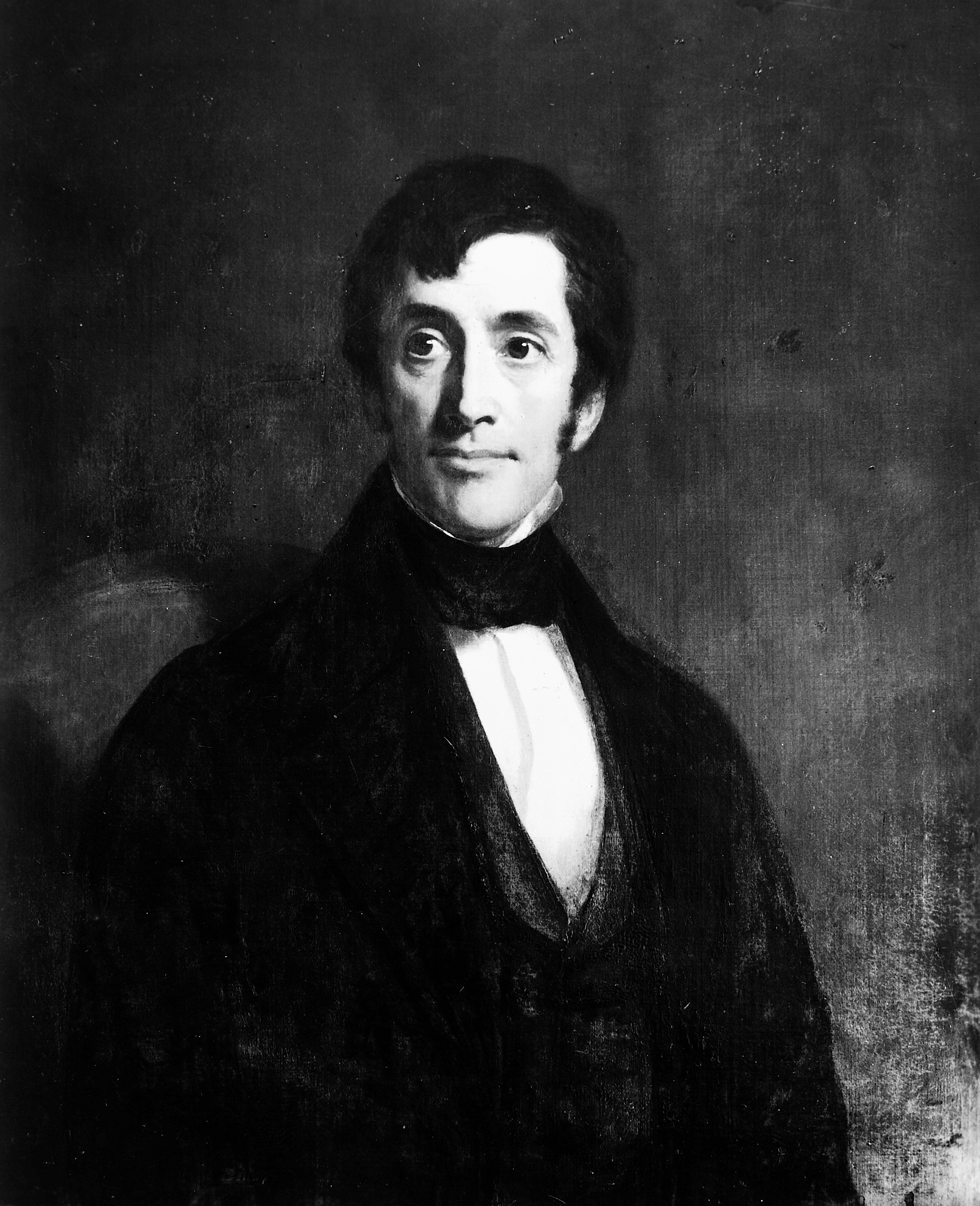
John Davy

John Davy (Penzance, 24 mei 1790 - Ambleside, 24 januari 1868) was een Brits arts en amateurwetenschapper.
John Davy was de jongere broer van de chemicus Sir Humphry Davy. Hij assisteerde zijn broer bij verschillende experimenten. Daarnaast deed John Davy onderzoek naar vogeleieren. Hij ontdekte dat de eischaal honderden tot duizenden poriën bevat die het ei toegankelijk maken voor lucht. Hij poneerde ook dat de dikte van de eischaal in direct verband staat met het gewicht van de broedende vogel.